# 马丹埃格利斯
马丹埃格利斯（法語：Martin-Église，法語發音：[maʁtɛ̃ eɡliz]）是法国滨海塞纳省的一个市镇，属于迪耶普区。

## 地名
法语人名在日常人名译名以及《世界人名翻譯大辭典》、《法语姓名译名手册》等主流人名译名类书籍资料中多译作“马丁”，不过在《世界地名翻译大辞典》、《世界地名译名词典》和《法国地图册》等主流地名译名类书籍资料中多译作“马丹”。

## 地理
马丹埃格利斯（49°54'5"N, 1°8'25"E）面积9.58 平方千米，位于法国诺曼底大区滨海塞纳省，该省份为法国北部沿海省份，其西部及北部濒大西洋英吉利海峡，东起顺时针与索姆省、瓦兹省、厄尔省和卡爾瓦多斯省接壤。
与马丹埃格利斯接壤的市镇（或旧市镇、城区）包括：昂库尔、阿尔克拉巴塔耶、迪耶普、格雷日、鲁梅尼勒-布泰耶、珀蒂科。
马丹埃格利斯的时区为UTC+01:00、UTC+02:00（夏令时）。

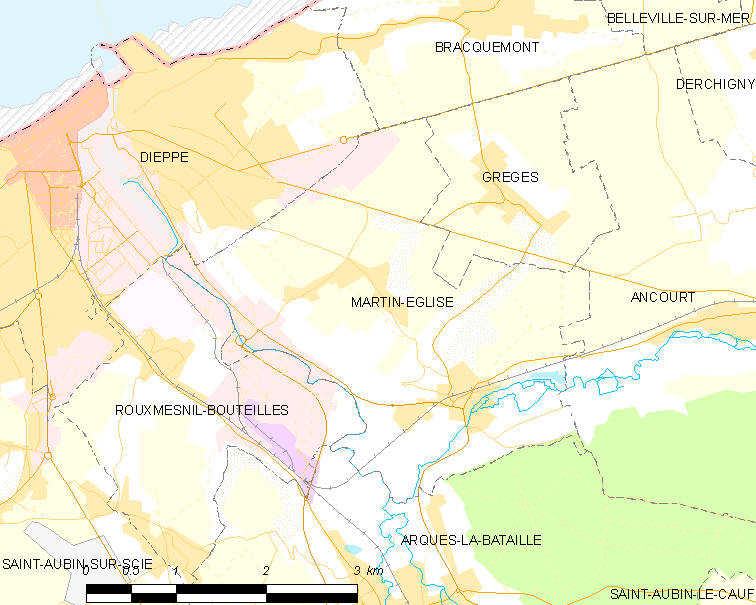
马丹埃格利斯的OSM定位图

## 行政
马丹埃格利斯的邮政编码为76370，INSEE市镇编码为76414。

## 政治
马丹埃格利斯所属的省级选区为迪耶普第二县。

## 人口

1962-2008年间马丹埃格利斯人口变化图示

马丹埃格利斯于2022年1月1日时的人口数量为1595人。